# Конфедерация софтбола Океании
Конфедерация софтбола Океании (англ. Softball Confederation of Oceania, сокр. SCO) — структура, управлявшая софтболом в странах Австралии и Океании. Объединяла 15 национальных федераций. Представляла Всемирную конфедерацию бейсбола и софтбола (WBSC) в регионе. В 2017 объединилась с Конфедерацией бейсбола Океании (BCO) в организацию WBSC Океания.

## История
Конфедерация софтбола Океании (SCO) была основана 2 августа 2005 года на совещании представителей 9 национальных олимпийских комитетов стран Океании и Международной федерации софтбола, прошедшей в Палау. Первым президентом новой организации был избран Роберт Стеффи (Гуам).
Женский софтбол впервые был представлен на Южнотихоокеанских играх ещё в 1971 году (III Игры), а мужской — на следующих подобных комплексных соревнованиях стран Океании в 1975. В программу последующих Игр софтбол входил нерегулярно.
В октябре 2017 на совместном Конгрессе BCO и SCO провозглашено объединение Конфедерации бейсбола Океании и Конфедерации софтбола Океании в единую организацию — WBSC Океания.

## Структура SCO
Высшим орган Конфедерации софтбола Океании был Конгресс. Для решения задач, поставленных Конгрессом перед SCO, а также уставных требований, делегаты Конгресса избирали Исполнительный комитет (Исполком), который проводил в жизнь решения Конгресса, а также организовывал повседневную деятельность SCO. Руководил работой Исполкома президент SCO.

## Официальные соревнования
В рамках своей деятельности Конфедерация софтбола Океании отвечал за проведение следующих турниров:
- Чемпионаты Океании среди национальных сборных команд;
- Чемпионаты Океании среди молодёжных сборных команд;
- Чемпионаты Океании среди юниорских сборных команд.

## Члены SCO
| - Австралия - Американское Самоа - Гуам - Острова Кука - Маршалловы Острова - Науру - Новая Каледония - Новая Зеландия | - Палау - Папуа — Новая Гвинея - Самоа - Северные Марианские острова - Соломоновы Острова - Федеративные Штаты Микронезии - Фиджи |